# Caitlin Thomas
Caitlin Thomas, geborene Macnamara (* 8. Dezember 1913 in Hammersmith, London; † 31. Juli 1994 in Catania, Sizilien) war eine britische Schriftstellerin und die Ehefrau des Dichters Dylan Thomas. Ihre Ehe war eine stürmische Angelegenheit, angeheizt durch Alkohol und Untreue, obwohl das Paar bis zu Dylans Tod im Jahr 1953 zusammenblieb. Nach seinem Tod schrieb Thomas das Buch Leftover Life to Kill, einen Bericht über ihr Exil in Italien. Sie zeichnet darin das Porträt einer trauernden Witwe, die in der Ferne, bei einem jüngeren Liebhaber und im Alkohol Trost sucht.

## Frühes Leben
Caitlin Macnamara wurde als Tochter von Francis Macnamara und Yvonne Majolier geboren.S. 149 Das Paar hatte einen Sohn und drei Töchter, von denen Caitlin die jüngste war. Ihre älteste Schwester Nicolette wurde Künstlerin und Autorin.S. 149 Die Macnamaras entstammten einer Familie anglo-irischer Großgrundbesitzer, und ihr Großvater, Henry Vee Macnamara, war Gutsherr auf zwei Gütern im County Clare.
Caitlins Großvater mütterlicherseits, Edouard Majolier, war ein französischer Quäker-Getreidehändler in London, während ihre Großmutter, Susannah Cooper, die Tochter eines anglo-irischen Großgrundbesitzers war.
Thomas’ Vater, ein angehender Dichter, bewegte sich in literarischen Kreisen und war mit einer Reihe von Künstlern befreundet. Als Thomas etwa vier oder fünf Jahre alt war, begann ihr Vater, sich von seiner Familie zu trennen. Caitlins Mutter verließ London und ließ sich mit den Mädchen in Blashford in der Nähe von Ringwood und dem New Forest nieder, wo sie eng mit dem walisischen Künstler Augustus John und seiner Familie befreundet war. In ihren frühen Teenagerjahren verliebte sich Thomas in Augustus’ Sohn Caspar John, der fast elf Jahre älter war als sie. Während dieser Zeit wurde sie von John vergewaltigt, der anscheinend der Meinung war, dass Sex mit denjenigen, die er malte, ein Privileg des Künstlers sei.
1930, im Alter von 16 Jahren, kehrte Thomas nach London zurück und trat in eine Tanzschule ein, und mit 18 Jahren war sie Mitglied einer Londoner Chorgruppe. Einen Teil ihrer Kindheit verbrachte sie auch bei ihrer Großmutter Susannah im Haus Majolier in Congénies in Südfrankreich. Später lebte sie für kurze Zeit in Paris, bevor sie 1934 ins County Clare zog, als ihr Vater auf die Ländereien der Macnamaras zurückkehrte.

## Ehe mit Dylan Thomas
Caitlin Macnamara wurde Dylan Thomas 1936 von Augustus John in einem Pub in London vorgestellt.S. 151 Sie und Dylan Thomas verstanden sich auf Anhieb, und in jenem Sommer reiste er nach Laugharne Castle in Wales, wo Thomas und John im Castle House wohnten und wo Richard Hughes lebte.S. 152 Dylan Thomas wurde betrunken und eifersüchtig und begann einen Streit mit John. John schlug Dylan Thomas und fuhr mit Thomas zurück nach Laugharne.S. 152 Ende 1936 begannen Caitlin und Dylan Thomas eine Briefbeziehung begonnen.S. 153 Am 21. April 1937 war das Paar schließlich in London zusammen, und am 11. Juli 1937 heirateten sie in Penzance, Cornwall.
Nach einem Aufenthalt bei ihrer Mutter in Blashford, ließen sie sich im Frühjahr 1938 in einem gemieteten Haus in Laugharne nieder, bevor sie ein paar Monate später in Sea View einzogen. Im Juli 1940 verließen sie Sea View und lebten in den nächsten Jahren in Hampshire, Wiltshire, Chelsea, Bishopton, Talsarn, New Quay, Blaencwm (Llansteffan), Oxford und Italien, bevor sie im September 1947 von Italien nach South Leigh in Oxfordshire zurückkehrten. Im Mai 1949 zogen die Thomas’ schließlich in das The Boat House, das für 3000 Pfund auf den Markt gekommen war und von Margaret Taylor, einer Wohltäterin Dylans und Ehefrau des Historikers Alan J. P. Taylor, gekauft wurde.
Caitlin Thomas hatte drei Kinder von Dylan, Llewelyn Edouard (1939–2000), Aeronwy Bryn Hart (1943–2009) und Colm Garan Dylan (1949–2012).
Obwohl Dylan versuchte, sich als den Bohème darzustellen, war Caitlin die wahre Rebellin. Vera Philips, eine Kindheitsfreundin von Dylan aus Swansea, erinnert sich: „Dylan hatte den richtigen walisischen Hintergrund, … Er wurde wie ich erzogen und machte sich Sorgen: «Was werden die Nachbarn denken?» Caitlin hingegen war es völlig egal, was andere dachten.“S. 164
Die Ehe war öffentlich bekannt eine stürmische Angelegenheit, angeheizt durch Alkohol und Untreue. Caitlin Thomas beschrieb die Beziehung einmal als „raw, red bleeding meat“. Trotzdem beschützte sie eifersüchtig sowohl Dylan Thomas als auch seinen Ruf und versuchte, ihn vor anderen und sich selbst zu schützen. Obwohl Caitlin für ihre streitlustige Persönlichkeit bekannt war, litt sie doch unter Dylans manchmal unflätigen Beschimpfungen und schmollendem Schweigen. Sie wurde immer unzufriedener über ihre Rolle als Hausfrau und Mutter, was durch das heruntergekommene Haus, The Boat House, das weder Strom noch fließendes Wasser hatte, noch verstärkt wurde.
Die Beziehung des Paares verschlechterte sich weiter, als Dylan 1950 die erste seiner Amerika-Tourneen unternahm.S. 250 Die Reisen waren als lukratives Unterfangen geplant, um Kapital für Dylans Gedichteschreiben zu sammeln, während sie in Großbritannien blieb, doch nach seiner Rückkehr reichte das Geld, das er gesammelt hatte, kaum aus, um ausstehende Schulden zu begleichen. Außerdem war Caitlin immer frustrierter darüber, dass sie mit den Kindern und den Rechnungen zurückblieb, während ihr Mann sich in einem anderen Land vergnügte.S. 275
Im Oktober 1953 reiste Dylan ohne sie nach New York City, um weitere Lesungen aus Under Milk Wood abzuhalten. Am 5. November brach er mit Atembeschwerden zusammen und wurde ins Krankenhaus eingeliefert. Caitlin reiste nach Amerika, um bei ihrem Mann zu sein, soll an seinem Sterbebettgerufen haben: „Is the bloody man dead yet?“ In ihrer Autobiografie Caitlin: Life with Dylan Thomas, gibt sie 1986 an, dass sie sich nicht daran erinnern kann, diese Worte benutzt zu haben, aber sie war nach ihren eigenen Worten „stinkbesoffen“, als sie ankam. In anderen Berichten heißt es, dass Caitlin, als sie eine andere Frau vorfand, die sich um ihren komatösen Ehemann kümmerte, in einen Wutanfall geriet, einen Pfleger biss und sich mit Umstehenden prügelte, bis sie überwältigt werden konnte. Als sie sich nicht mehr beherrschen konnte, wurde sie in eine Zwangsjacke gesteckt und in die private psychiatrische Entzugsklinik River Crest auf Long Island eingewiesen.
1957 veröffentlichte Thomas unter dem Titel Leftover Life to Kill einen offenen Bericht über ihr späteres Leben und Reflexionen über ihr Leben mit Dylan, obwohl sie sich in späteren Jahren weigerte, mit den meisten Biographen ihres Mannes zusammenzuarbeiten. In ihren 1982 veröffentlichten Memoiren beschrieb sie ihre Beziehung zu Dylan als „predominantly a drink story because without the first-aid of drink it could never have got on on its rocking feet“. Obwohl ihre Beziehung stürmisch war, zeigen ihre Aufzeichnungen in einem persönlichen Tagebuch, das über fünfzig Jahre nach Dylans Tod entdeckt wurde, ihre Leidenschaft und Liebe zu ihrem Mann.

## Späteres Leben
Thomas kehrte zunächst nach Laugharne zurück, doch sie wollte das Dorf unbedingt verlassen und bezeichnete es als „ewig schwärende Wunde“.S. 151 Sie verbrachte immer weniger Zeit in Wales und unternahm mehrere Reisen nach Irland und Italien. Sie verbrachte immer mehr Zeit in Italien und hielt sich auf Procida auf, bis sie 1957 beschloss, aufs Land zu ziehen. Im September 1957 verließ sie Großbritannien mit ihren Kindern und zog mit dem walisischen Schauspieler und Schriftsteller Cliff Gordon nach Rom. Gordon war schwul und diente Thomas in Rom offenbar hauptsächlich als Trinkpartner.S. 187–89 Ende 1957 lernte sie Giuseppe Fazio kennen, einen sizilianischen Regieassistenten. Das Paar begann bald darauf eine Beziehung, die bis zu ihrem Tod andauerte. Obwohl sie nie heirateten, hatten sie einen gemeinsamen Sohn, Francesco, der am 29. März 1963 geboren wurde, als Thomas 49 Jahre alt war.S. 208
Nach Leftover Life to Kill (1957) schrieb Thomas weiter, aber Am I the perfect fool?, mit einer sehr dunklen Sicht auf ihre Ehe, und Year of disgrace, das Tagebuch über ihren Aufenthalt auf Procida, wurden nicht verlegt. Nur Not Quite Posthumous Letters to My Daughter, eine Reihe bösartiger Beobachtungen über Männer und Geld, die an Aeronwy adressiert waren, wurde 1963 publiziert. Das während eines Aufenthalt in einer Suchtklinik geschriebene Jug blieb unvollendet. Posthum 1997 erschien Double Drink Story, das sich ebenfalls mit ihrem Alkoholismus beschäftigte.
Nach dem Tod von Dylan litt sie nach eigenen Angaben unter schweren emotionalen und psychischen Problemen und wurde in Kliniken und Heimen in London, Rom und Catania behandelt. 1973, im Alter von 60 Jahren, begann sie, die Anonymen Alkoholiker zu besuchen. 1982 verließen sie und Fazio Rom und zogen nach Catania auf Sizilien, wo sie schließlich in ein Haus zogen, das Fazios Mutter hinterlassen hatte.S. 238
Caitlin Thomas starb am 31. Juli 1994 in Catania nach langer Krankheit im Alter von 80 Jahren. Sie wurde neben Dylan in Laugharne begraben, obwohl dieser Wunsch für ihre Familie überraschend kam, da ihre Tochter glaubte, dass sie es vorgezogen hätte, in Italien begraben zu werden, nachdem sie so viel Zeit ihres späteren Lebens dort verbracht hatte.

## Nachleben
Drama und Film
- 1964 wurde Kate Reid für ihre Darstellung der „Caitlin“ in dem Stück Dylan von Sidney Michaels für einen Tony Award nominiert.
- Im Film The Edge of Love von 2008 wurde „Caitlin“ von Sienna Miller gespielt, in einer Geschichte, die die Beziehung zwischen Caitlin, Dylan Thomas und Vera Philips, Dylans Kindheitsfreundin und entfernte Cousine, widerspiegelt.
- Ein zweiter Film, Caitlin, mit Miranda Richardson und Rosamund Pike, die die Titelfigur an verschiedenen Punkten ihres Lebens darstellten, sollte noch im selben Jahr produziert werden, kam aber nicht auf die Leinwand.[19]
- „Caitlin Thomas“ wird von Kelly Reilly in dem 2014 gedrehten Film Set Fire to the Stars gespielt, der die erste Tournee ihres Mannes durch die USA beschreibt.
- In dem britischen Fernsehdrama A Poet in New York aus dem Jahr 2014 wird „Caitlin“ von Essie Davis verkörpert.
- Romola Garai verkörperte sie 2016 in dem Film Dominion an der Seite von Rhys Ifans als Dylan Thomas.

Musik
- Die australische Rockband The Paradise Motel benannte ihr Debütalbum 1997 nach dem Titel von Caitlins Autobiografie Left Over Life To Kill.[20]
- Der amerikanische Folksänger Joe Crookston schrieb einen Song über Caitlin Thomas’ Beziehung zu Dylan Thomas mit dem Titel Caitlin at the Window, der auf seinem 2011 erschienenen Album Darkling and the BlueBird Jubilee veröffentlicht wurde.
- Das 2018 erschienene Album der Manic Street Preachers mit dem Titel Resistance Is Futile enthält einen Song über die Ehe von Dylan und Caitlin Thomas, der aus der Ich-Perspektive geschrieben ist und den Titel „Dylan & Caitlin“ trägt.

## Werke
- Leftover Life to Kill. Little, Brown & Co., Boston, MA 1957, ISBN 978-1-122-69882-5.
- Not Quite Posthumous Letter to My Daughter. Little, Brown & Co., Boston, MA 1963.
- Caitlin: Life with Dylan Thomas. Secker & Warburg, London 1986, ISBN 0-436-51850-3.
- Double Drink Story: My Life with Dylan Thomas. Penguin Books, London 1997, ISBN 978-0-670-87378-4.

## Weitere Literatur
- Nicolette Devas: Two Flamboyant Fathers. William Morrow & Comp., New York City 1967.
- Aeronwy Thomas: My Father's Places. Constable, London 2009, ISBN 978-1-84901-005-4.